# Шейнсуит, Джордж
Джордж Шейнсуит (англ. George Shainswit; 3 января 1918, Нью-Йорк — 5 сентября 1997, Нью-Йорк) — американский шахматист, участник шахматной олимпиады (1950) и пяти финалов чемпионата США по шахматам.

## Биография
Джордж Шейнсуит родился в Нью-Йорке 3 января 1918 года.
С конца 1930-х до начала 1950-х годов Джордж Шейнсуит был одним из ведущих американских шахматистов. Играл в основном во внутренних шахматных турнирах. В 1943 году Джордж Шейнсуит разделил 1-е место с Энтони Сантасьером в Вентнор-Сити. В 1945 году он был американским резервным игроком в шахматном радиоматче США против СССР. В 1950 году Джордж Шейнсуит разделил 1-е место с Арнолдом Денкером в чемпионате шахматного клуба Манхэттена.
Он играл в пяти финалах чемпионата США по шахматам:
- в 1938 году занял 15-е место;[1]
- в 1940 году разделил 8-е – 11-е место;[2]
- в 1944 году занял 6-е место;[3]
- в 1948 году разделил 5-е – 7-е место;[4]
- в 1951 году занял 9-е место.[5]

Джордж Шейнсуит выступал за сборную США на шахматной олимпиаде:
- в 1950 году на четвертой доске на 9-й шахматной олимпиаде в Дубровнике (+4, =6, -2).